# Atomgods
Atomgods was een Britse heavy rockband uit eind jaren 1980. De band werd geformeerd door voormalig Inner City Unit-gitarist Judge Trev Thoms, de eerste bezetting bestond uit Hiro Sasaki en Kofi Baker (Gingers zoon). 

## Geschiedenis
Ze werden gecontracteerd door GWR Records en produceerden de albums WOW! en History Re-Written uit 1991. Voor het tweede album, waarin de band hun naam verkortte tot Atomgod en een thrashmetal-richting instuurde, werd Thoms vergezeld door bassist Algy Ward (The Damned en Tank), gitarist Bill Liesegang (Nina Hagen Band) en drummer Steve Clarke van Fastway. Rechter Trev Thoms richtte MOAB op met ex-bassist/frontman Ron Tree van Hawkwind en produceerde het album Insect Brain bij Real Festival Music. In 2007 keerde rechter Trev terug naar het spelen met de voormalige Hawkwind-saxofonist Nik Turner in de opnieuw geformeerde Inner City Unit, maar overleed op 8 december 2010 aan alvleesklierkanker. Atomgod-drummer Steve Clarke formeerde de band Necropolis en produceerde het album End Of The Line uit 1993, uitgebracht bij Neat Records in 1997. Er zijn onbevestigde berichten dat de Motörhead-gitaristen Würzel en Fast Eddie Clarke hebben bijgedragen aan enkele opnamen, maar Fast Eddie speelde zeker op het Necropolis-album.

## Discografie
- 1988: Atomgods - WOW! (GWR Records)
- 1991: Atomgod - History Re-Written (GWR Records)
- 1997: Necropolis - End Of The Line (Neat Metal)